# Chlorochrysa
Genre
Chlorochrysa est un genre qui regroupe trois espèces de callistes, passereaux de la famille des Thraupidae. Ils sont parfois appelés tangaras.

## Liste des espèces
D'après la classification de référence du Congrès ornithologique international (ordre phylogénique) :
- Chlorochrysa phoenicotis (Bonaparte, 1851) — Calliste étincelant
- Chlorochrysa calliparaea (Tschudi, 1844) — Calliste oreillard
- Chlorochrysa nitidissima P. L. Sclater, 1874 — Calliste multicolore